# Gerhard Storch
Gerhard Storch, né le 21 mai 1939 à Francfort-sur-le-Main et mort le 11 août 2017, est un paléontologue et zoologue allemand, principalement connu pour la description d'espèces mammifères retrouvées sur le site fossilifère de Messel :
- Eurotamandua (E. waldi ; E. krebsi) (Myrmecophagidae)
- Eomanis (E. joresi) (Pangolin)[2]
- Leptictidium nasutum (es) (avec Adrian Lister (es))
- Leptictidium tobieni (es) (avec Wighart von Koenigswald (es))
- Palaeochiropteryx (P. tupaiodon) (avec Jörg Habersetzer (es))[3].

Il était directeur du département de zoologie terrestre à l'Institut de recherche Senckenberg de Francfort.

## Biographie
Gerhard Storch étudie la biologie à Darmstadt, Vienne et Francfort, et obtient son doctorat grâce à une thèse sur les chauve-souris. De 1967 à 1969, il est boursier à la Deutsche Forschungsgemeinschaft (DFG), et est depuis 1969 directeur de la section « Mammifères fossiles » de l'Institut de recherche Senckenberg de Francfort. Il est également directeur du département de zoologie terrestre de 1997 à 2004, date à laquelle il prend sa retraite.
Storch a également participé à d'autres fouilles archéologiques en Allemagne (à Eppelsheim, et Dorn-Dürkheim entre autres), en Chine et en Mongolie,, au Maroc, en mer Égée, à Malte ou encore en Europe centrale.

## Œuvres
- (de) Gerhard Storch, Oldřich Fejfar et al., Das Nagetier von Valeč-Waltsch in Böhmen : ein historischer fossiler Säugetierfund (Rodentia : Myoxidae), Munich, Pfeil, coll. « Münchener geowissenschaftliche Abhandlungen » (no 26), 1994, 191 p. (ISBN 978-3-923871-81-0)
- (de) Gerhard Storch et Wighart von Koenigswald, Messel : ein Pompeji der Paläontologie, Sigmaringen, Thorbecke, coll. « Thorbecke Species » (no 2), 1998, 152 p. (ISBN 978-3-7995-9083-9)
- (en) Gerhard Storch et Jens Lorenz Franzen, « Late Miocene mammals from Central Europe », dans Jordi Agustí (dir.), Lorenzo Rook (dir.) et Peter Andrews (dir.), The evolution of Neogene Terrestrial Ecosystems in Europe, Cambridge, Cambridge University Press, coll. « Hominoid evolution and climatic change in Europe » (no 1), 1999, 512 p. (ISBN 978-0-511-06619-1), p. 165-190
- (de) Gerhard Storch et Thomas Keller, Hermann von Meyer : Frankfurter Bürger und Begründer der Wirbeltierpaläontologie in Deutschland : mit 27 Abbildungen und 3 Tabbellen, Stuttgart, E. Schweizerbart'sche Verlagsbuchhandlung, coll. « Kleine Senckenberg-Reihe » (no 40), 2001, 47 p. (ISBN 978-3-510-61329-8)